# Grad Weidenburg
Grad Weidenburg so ruševine gradu na jugovzhodu občine Koče - Muta, južno od vasi Bumlje (Würmlach).

## Zgodovina
Grad je bil verjetno zgrajen okoli leta 1200 kot ministerialni sedež na skalnati vzpetini, ki se strmo spušča proti jugu in vzhodu. Grad je prvič omenjen v listini leta 1225 kot »castro Weideberg« skupaj z Janezom iz Waidbercha. Kasneje je prišel v last Goriških grofov. S Pusarniškim mirom je grad leta 1460 prišel v last cesarja Friderika III. Leta 1461 je dal grad v fevd bratoma Hornberger, kasneje Lukasu Grabenskemu iz  Kamna in nato svojemu sinu Ivanu Grabenskemu iz Kamna, ki ga je leta 1545 prodal Žigi Khevenhüllerju Aichelberškemu. Leta 1571 je grad kupil Jurij Khevenhüller. V 17. stoletju je bil grad v lasti družine Fromiller. Od 18. stoletja je grad propadel. Grad so začeli ponovno obnavljati leta 1931, a je leta 1933 spet pogorel. Po drugi svetovni vojni so ruševine prišle v last Avstrijskih zveznih gozdov.

## Stavba
Grajski kompleks sestavljata nekdanji, pravokotni, štirinadstropni palacij in kvadratna utrdba, zgrajena na njegovem jugozahodnem vogalu. Nekateri zidovi so visoki tudi do deset metrov.